# Anna Carlucci
Anna Carlucci (* 26. Mai 1961 in Udine) ist eine italienische Filmregisseurin und Drehbuchautorin.

## Leben
Carlucci, die jüngere Schwester von Milly und Gabriella, arbeitete bis 1984 als Fernsehreporterin. Im Folgejahr begann sie für die Fernsehsendung Parola mia eine Zusammenarbeit mit Luciano Rispoli und wandte sich 1992 der Filmregie zu. Zwei Komödien nach eigenen Büchern, die jedoch nur in geringer Kopienzahl verliehen wurden, hinterließen allerdings keinen bleibenden Eindruck. Zwischen 2004 und 2006 war sie für die Sendung Galatea bei Rai Due verantwortlich.
Im September 1995 heiratete Carlucci den Grafen Mazzaro.

## Filmografie
- 1992: Nessuno mi crede
- 1993: Torta di mele